# 岐阜県道77号岐阜環状線

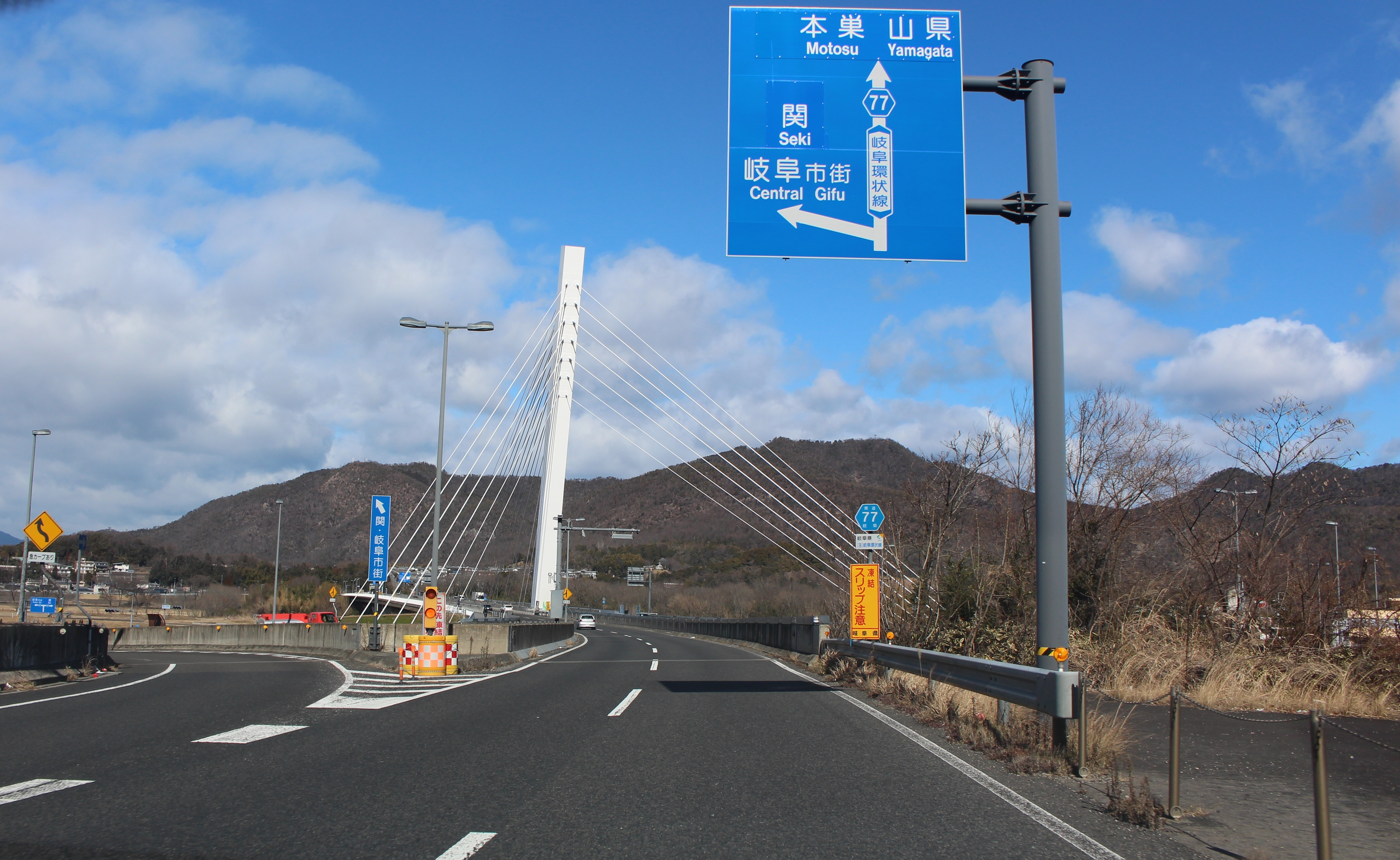
長良川に架かる鵜飼い大橋

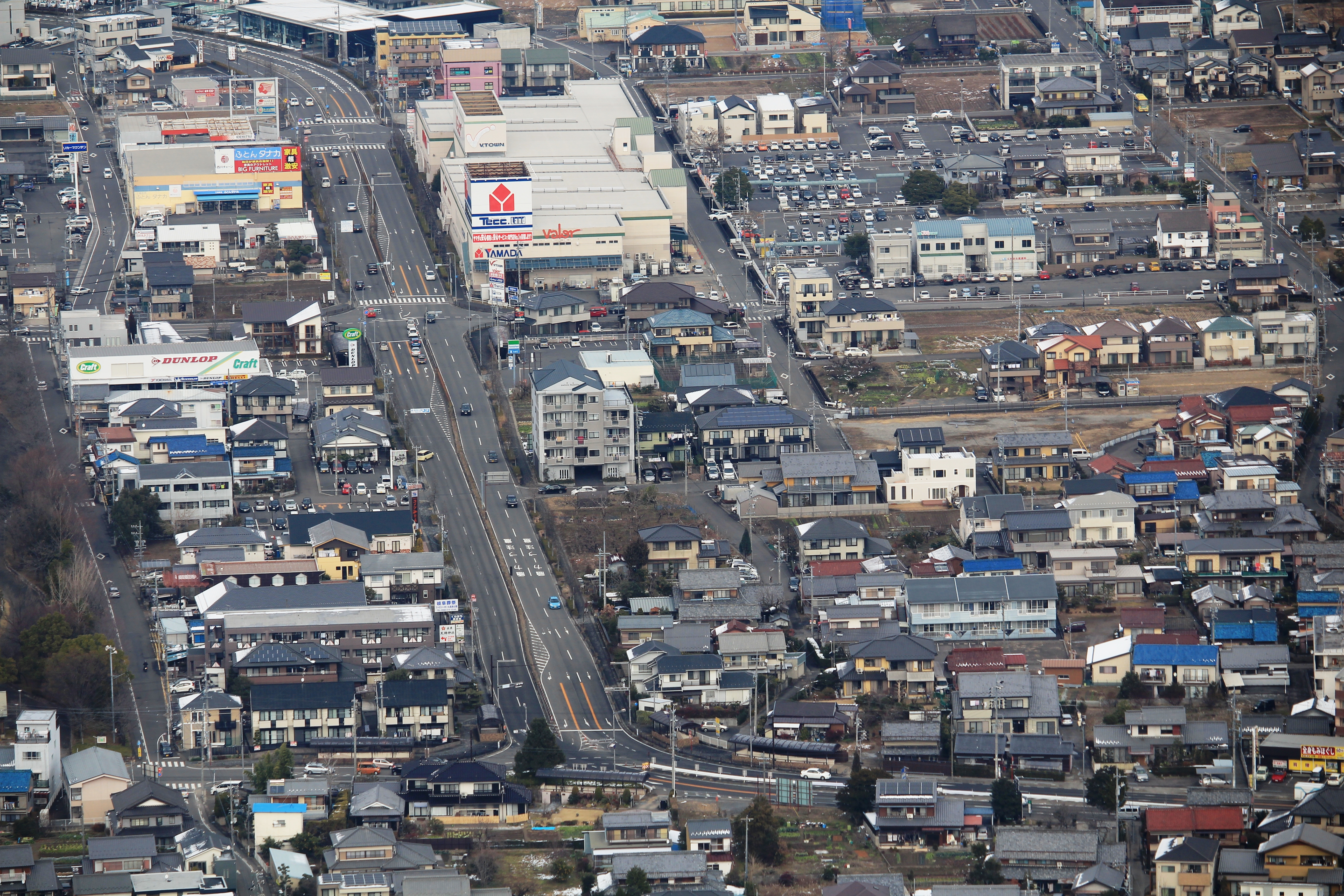
岐阜県岐阜市東長良（片側2車線の区間）

岐阜県道77号岐阜環状線（ぎふけんどう77ごう ぎふかんじょうせん）は、岐阜県岐阜市街地を時計回りに一周する県道（主要地方道）である。

## 概要
岐阜市を中心に時計回りに一周する。起点の岐阜市薮田から岐阜市日野南（国道156号交点）までは岐阜都市計画道路環状線に指定されている。

### 路線データ
岐阜県法規集に基づく起終点および経過地は次のとおり。
- 起点：岐阜市薮田（薮田交差点＝国道21号・岐阜県道1号岐阜南濃線交点）
- 終点：同市同（同上）
- 重要な経過地：羽島郡岐南町
- 実延長：20.445 km[1]

## 歴史
昭和40年代より建設が始まった。
- 1974年（昭和49年） - 鏡島大橋が開通。
- 1993年（平成5年）5月11日 - 建設省から、県道岐阜環状線が岐阜環状線として主要地方道に指定される[4]。
- 2003年（平成15年）3月21日 - 鵜飼い大橋が開通。起点から岐阜市日野南（国道156号交点）まで13.6 kmの全面開通により、国道21号・156号と合わせて岐阜市中心部の外郭を環状に結ぶ道路が完成した。

## 路線状況
岐阜県庁舎近くの岐阜市薮田交差点から北上し、JR東海道本線を潜り、鏡島大橋で長良川を渡る。国道157号、旧名鉄揖斐線（2005年廃止）と交差し、岐阜市正木で東進する。岐阜市福光で国道256号と交差し、岐阜市長良で南下。岐阜市長良雄総で東進し、鵜飼い大橋北で南下。鵜飼い大橋を渡って井ノ口トンネルを通り、岐阜市日野南で国道156号に合流する。鵜飼い大橋開通当初は国道156号との合流地点で長い渋滞が発生していた。これは1車線しかない国道156号に合流していたことが原因である。2008年（平成20年）3月頃に合流直後の国道156号岩戸トンネルが4車線化し、渋滞は解消された。
岐阜市日野南（国道156号合流点）から岐阜市琴塚（岐阜県道205号長森各務原線交点）は未開通区間である。この間には洞山という山がある。
岐阜市琴塚から南下する。岐阜市水海道から岐阜市蔵前までは古く狭い道であり、1.5車線区間である。但し、この区間と平行して市道があり、将来は整備する計画となっている。岐阜市蔵前で岐阜県道181号岐阜那加線と重複して東に進み、高田3交差点から南に進路を取って芋島3交差点に至る。以前は県道181号線からそのまま南下し、芋島1交差点まで通っていた。
岐阜市芋島からは西に進む。岐阜市芋島（芋島3交差点）から岐阜市加納竜興町3丁目（加納竜興町3交差点）までは旧国道21号である。羽島郡岐南町に入り、再び国道156号と交差する。岐南町を抜け、再び岐阜市に入る。岐阜市城東通（岐阜県道1号岐阜南濃線、岐阜県道14号岐阜稲沢線交点）からは岐阜県道1号岐阜南濃線との重複区間となる。岐阜市宇佐からは国道21号とも重複し、起点の岐阜市薮田に至る。
起点の岐阜市薮田から岐阜市鏡島（鏡島大橋南）までは片側3車線、岐阜市鏡島から岐阜市日野南（国道156号交点）まで及び岐阜市加納竜興町（加納竜興町3）から岐阜市宇佐（国道21号交点）までは片側2車線である。

### 別名
- 岐阜環状線（岐阜市）

### 重複区間
- 岐阜県道181号岐阜那加線（岐阜市蔵前・岐阜市高田間）
- 岐阜県道1号岐阜南濃線（岐阜市城東通・岐阜市薮田間）
- 国道21号（岐阜市宇佐・岐阜市薮田間）

### 道路施設
- 鏡島大橋（長良川、岐阜市）
- 鵜飼い大橋（長良川、岐阜市）
- 井ノ口トンネル（岐阜市）

## 地理

### 通過する自治体
- 岐阜県
  - 岐阜市 - 羽島郡岐南町 - 岐阜市

### 交差する道路
- 国道21号（岐大バイパス）（岐阜市薮田・薮田交差点）
- 岐阜県道1号岐阜南濃線（岐阜市薮田・薮田交差点）
- 岐阜県道92号岐阜巣南大野線（岐阜東西通り）（岐阜市鏡島精華・鏡島精華1交差点）
- 岐阜県道195号岐阜千本松原公園自転車道線（立体交差、岐阜市鏡島）
- 岐阜県道163号墨俣合渡岐阜線（立体交差、岐阜市菅生）
- 岐阜県道53号岐阜関ケ原線（岐阜市菅生・菅生6交差点）
- 国道157号（国道303号重複）（岐阜市北島・北島7交差点）
- 岐阜県道91号岐阜美山線（岐阜市則武・則武中3北交差点）
- 岐阜県道78号岐阜大野線（岐阜市正木・正木土居交差点）
- 国道256号（長良橋通り）（岐阜市福光・福光東2東交差点）
- 岐阜県道94号岐阜美濃線（岐阜市雄総緑町・鵜飼い大橋北交差点）
- 岐阜県道287号上白金真砂線（岐阜市日野西）
- 国道156号（岐阜東バイパス）（国道248号重複）（岐阜市日野南）

（未開通区間）
- 岐阜県道205号長森各務原線（おがせ街道）（岐阜市琴塚・琴塚2西交差点）
- 岐阜県道152号岐阜各務原線（岐阜市水海道・水海道3交差点）
- 岐阜県道181号岐阜那加線（旧中山道）（岐阜市蔵前、高田・高田3交差点）
- 岐阜県道180号松原芋島線（岐阜市芋島・芋島3交差点）
- 国道21号（那加バイパス）（岐阜市芋島、東中島）
- 岐阜県道179号中野上印食線（羽島郡岐南町上印食・上印食流交差点）
- 国道156号（岐阜東バイパス）（羽島郡岐南町上印食・上印食交差点）
- 岐阜県道177号下印食笠松線（羽島郡岐南町みやまち）
- 岐阜県道1号岐阜南濃線（岐阜東通り）（岐阜市城東通・城東通3交差点）
- 岐阜県道14号岐阜稲沢線（岐阜東通り）（岐阜市城東通・城東通3交差点）
- 国道157号（国道248号重複、加納中通り）（岐阜市加納城南通2丁目・加納城南通2東交差点）
- 岐阜県道187号岐阜停車場城南線（岐阜市加納城南通3丁目・加納城南通3交差点）
- 岐阜県道31号岐阜垂井線（岐阜西通り）（岐阜市加納竜興町3丁目・加納竜興町3交差点）
- 岐阜県道151号岐阜羽島線（岐阜西通り）（岐阜市加納竜興町3丁目・加納竜興町3交差点）
- 国道21号（岐大バイパス）（岐阜市宇佐・宇佐交差点）

### 沿線
- 岐阜県庁
- 岐阜県警察本部
- 岐阜アリーナ
- 岐阜県図書館
- 岐阜県美術館
- 岐阜市科学館
- 岐阜県立岐南工業高等学校
- JR西岐阜駅
- 岐阜市立島小学校
- 岐阜市立城西小学校
- 岐阜市立島中学校
- 岐阜市立則武小学校
- マーサ21
- 岐阜大学
- 岐阜市立青山中学校
- 岐阜北警察署
- 長良天神神社
- 岐阜県立岐山高等学校
- 国立病院機構長良医療センター
- 長良公園
- 岐阜市立長良東小学校
- 岐阜市立東長良中学校
- 岐阜県立長良高等学校
- 岐阜県立長良特別支援学校
- 護国之寺
- 琴塚古墳
- 岐阜市立長森東小学校
- 富田高等学校
- 岐阜東中学校・高等学校
- 岐阜県総合医療センター
- 岐阜県立衛生専門学校
- 名鉄手力駅
- 手力雄神社
- 岐阜女子高等学校
- 岐南町立北小学校
- 岐阜市立厚見中学校
- 岐阜市立厚見小学校
- 済美高等学校
- 岐阜市立加納中学校
- 加納城跡
- 岐阜県立加納高等学校
- 岐阜市立三里小学校